# Движение принца Филиппа
Движение принца Филиппа (англ. Prince Philip Movement) — религиозное движение на острове Танна в Вануату; карго-культ племени яохнанен (англ. yaohnanen), проживающего в одноимённой деревне и считающего принца Филиппа, супруга королевы Великобритании Елизаветы II, божественным существом.

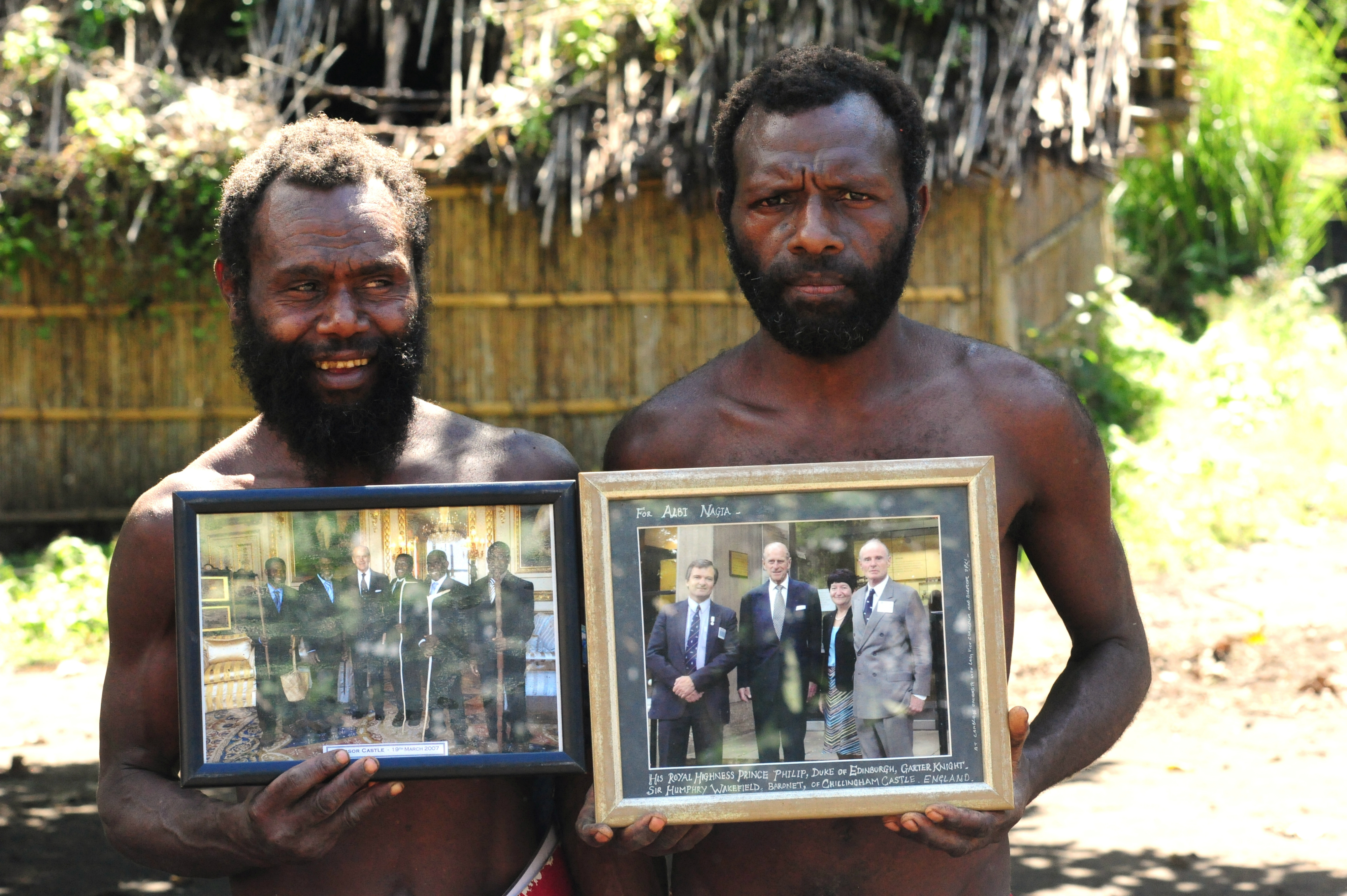
Мужчины племени яохнанен с фотографиями принца

На острове имеется большое количество приверженцев культа карго, появившегося на Танна в годы Второй мировой войны; наиболее известными из них являются движение Джона Фрума и движение принца Филиппа.
Согласно древним сказаниям островитян, однажды сын горного духа отправится за море в далёкие края и женится на достойной женщине, после чего возвратится обратно на остров. Так как Вануату долгое время находилось в составе Британской империи, этим легендарным сыном признали принца Филиппа. Время появления культа точно не известно; предполагается, что он образовался между 1950-ми и 1960-ми годами. Вера в легенду усилилась в 1974 году, когда в Вануату состоялся официальный визит королевской четы, позволивший некоторым жителям острова увидеть Филиппа вживую. Принц не был в курсе движения, пока ему (уже после визита) о нём не сообщил британский резидент-комиссар в Новых Гебридах (название Вануату до 1980 года) Джон Чемпион (англ. John Champion). По его же предложению Филипп отослал на остров официальную фотографию со своей подписью, изображавшую принца с копьём для охоты на свиней — nal-nal. Впоследствии Филипп присылал и другие свои фотографии — все они хранились у вождя племени Джека Наива (англ. Jack Naiva), умершего в 2009 году.
В октябре 2014 года свой второй визит на остров совершила принцесса Великобритании Анна (первый, вместе с родителями, состоялся в 1974 году).